# 斯氏並殖吸蟲
斯氏並殖吸蟲（學名：Paragonimus skrjabini），亦作斯氏肺吸蟲或斯氏狸殖吸虫（学名：Pagumogonimus skrjabini），是一種淡水生的斜睪目住胞科並殖屬吸蟲。

## 分佈
在中国大陆，分布于广东、四川、甘肃、广西、贵州、云南、江西、福建、湖北、湖南、陕西、河南等地。

## 生態
营寄生生活，以部分擬釘螺屬物種等淡水螺類為第一中间宿主:301-2，而食用這些淡水螺類的福建南海溪蟹（Nanhaipotamon fujianense）亦為其中間宿主之一，模式终末宿主果子狸。犬、猫、豹猫等被自然感染，而猴、鼬、大白鼠可被人工感染。该物种的模式产地在广东省、广州郊区。